# SuperSPARC
El SuperSPARC es un microprocesador que implementa la arquitectura del conjunto de instrucciones SPARC V8 (ISA) desarrollada por Sun Microsystems. Versiones de 33 y 40  MHz se introdujeron en 1992. El SuperSPARC contenía 3,1 millones de transistores. Fue fabricado por Texas Instruments (TI) en Miho, Japón, en un proceso de triple metal de 0,8 micrómetros BiCMOS.
Hubo dos derivados del SuperSPARC: el SuperSPARC+ y el SuperSPARC-II. El SuperSPARC+ fue desarrollado para remediar algunas de las fallas de diseño que limitaban la frecuencia de reloj del SuperSPARC y, por lo tanto, el rendimiento. El SuperSPARC-II, introducido en 1994, fue una revisión importante con mejoras que permitieron al microprocesador llegar a 85 MHz en sistemas de escritorio y 90 MHz en el SPARCserver-1000E más fuertemente refrigerado. 
El SuperSPARC-II fue reemplazado en 1995 por el UltraSPARC de 64 bits, una implementación del SPARC V9 ISA de 64 bits. 

## Modelos

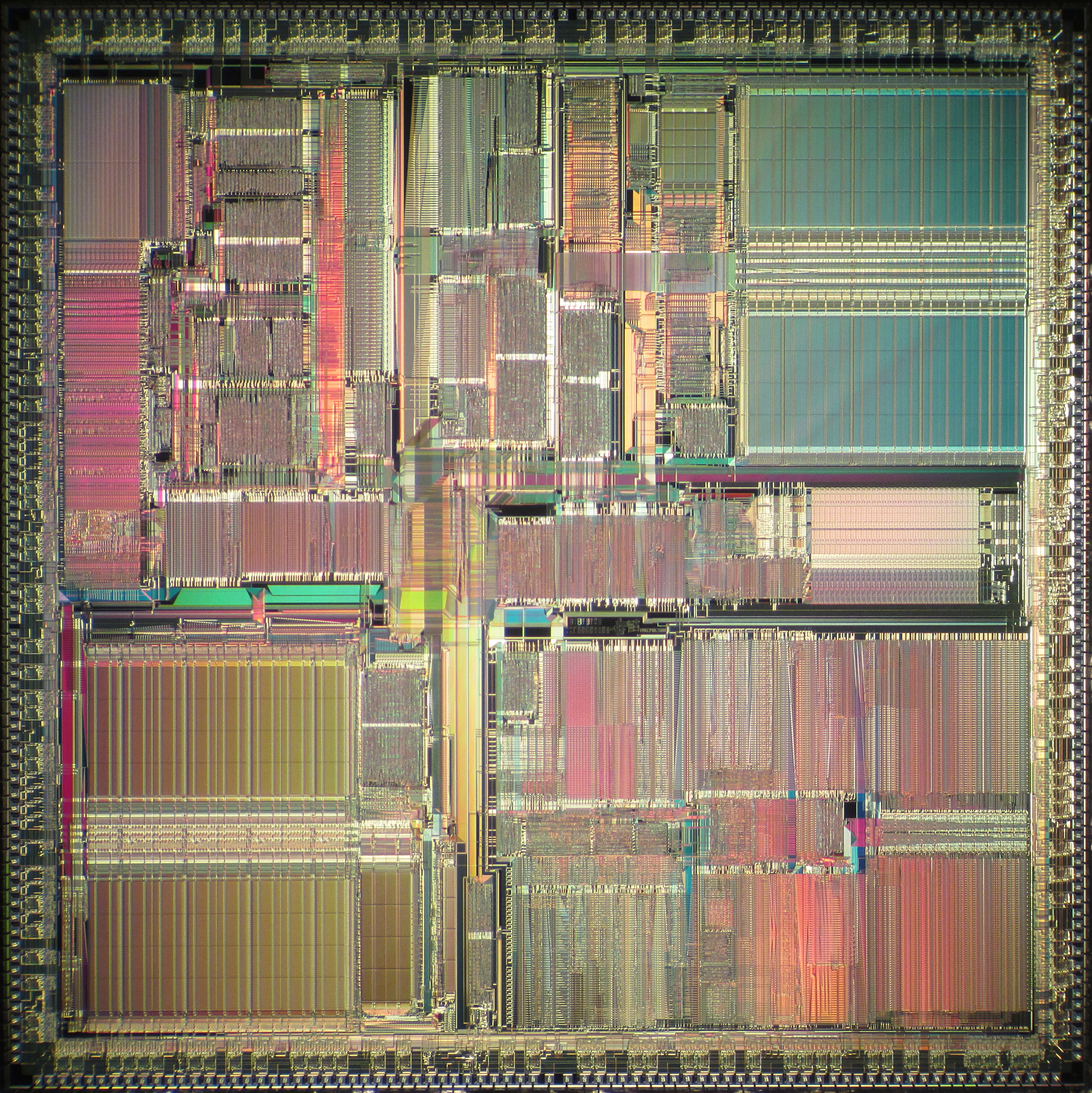
TI SuperSPARC I

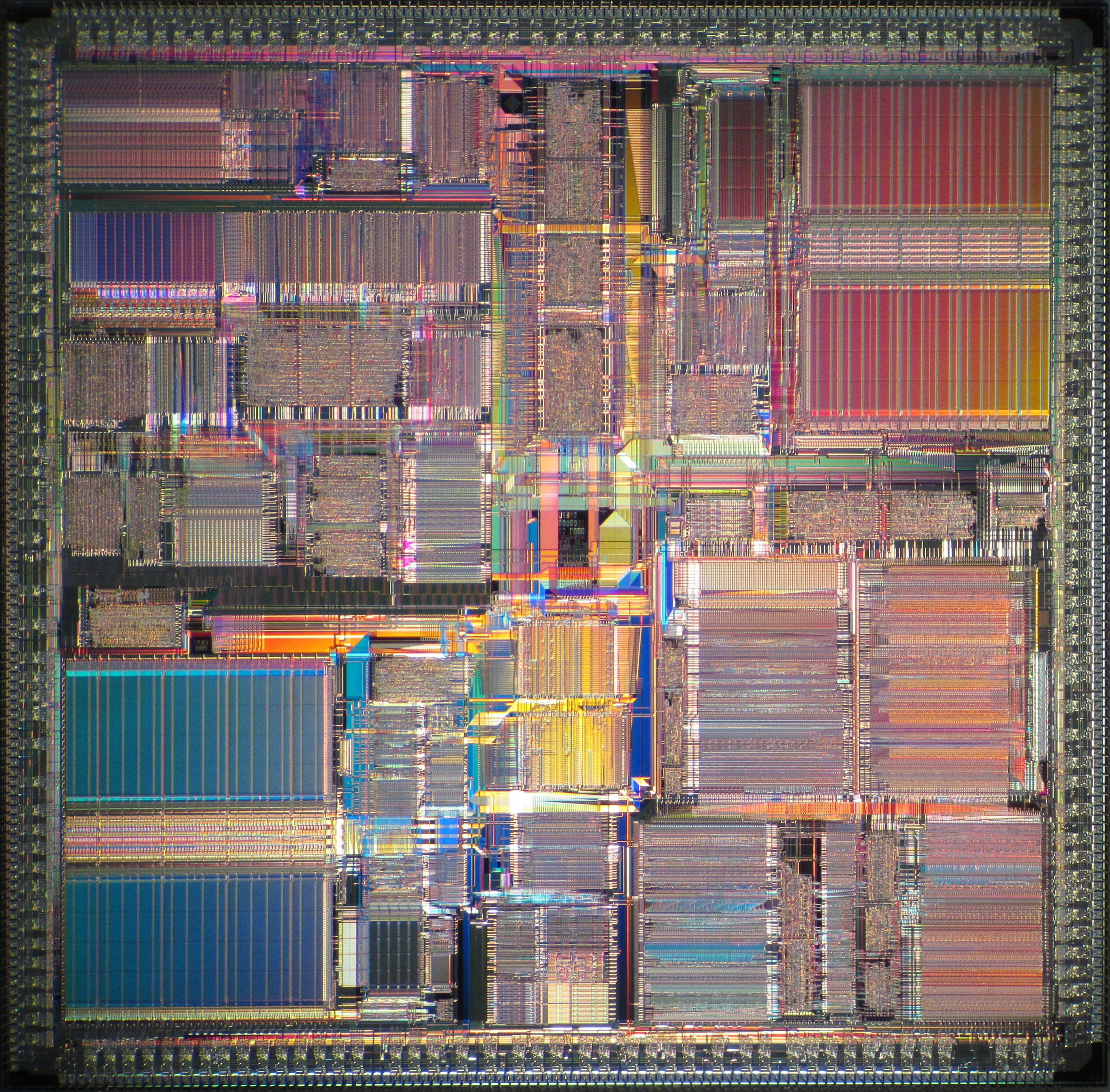
Sun SuperSPARC II

### SuperSPARC (Viking)
- SM20: 1 CPU, sin caché L2, 33 MHz, Bus: 33 MHz
- SM21: 1 CPU, 1 MB L2-Cache, 33 MHz, Bus: 33 MHz (solo funciona en los primeros sistemas SPARCserver-2000)
- SM30: 1 CPU, sin caché L2, 36 MHz, Bus: 36 MHz
- SM40: 1 CPU, sin caché L2, 40 MHz, Bus: 40 MHz
- SM41: 1 CPU, 1 MB de caché L2, 40.3 MHz, Bus: 40 MHz
- SM50: 1 CPU, sin caché L2, 50 MHz, Bus: 50 MHz
- SM51: 1 CPU, 1 MB de caché L2, 50 MHz, Bus: 40 MHz
- SM51-2: 1 CPU, 2 MB de caché L2, 50 MHz, Bus: 40 MHz
- SM52: 2 CPU, 1 MB de caché L2, 45 MHz, Bus: 40 MHz
- SM52X: 2 CPU, 1 MB de caché L2, 50 MHz, Bus: 40 MHz
- SM61: 1 CPU, 1 MB de caché L2, 60 MHz, Bus: 50/55 MHz
- SM61-2: 1 CPU, 2 MB de caché L2, 60 MHz, Bus: 50/55 MHz

### SuperSPARC II (Voyager)
- SM71: 1 CPU, 1 MB de caché L2, 75 MHz, Bus: 50 MHz
- SM81: 1 CPU, 1 MB de caché L2, 85 MHz, Bus: 50 MHz
- SM81-2: 1 CPU, 2 MB de caché L2, 85 MHz, Bus: 50/55 MHz
- SM91-2: 1 CPU, 2 MB de caché L2, 90 MHz, Bus: 50 MHz